# Pasighat
Pasighat (o Passighat) è una suddivisione dell'India, classificata come census town, capoluogo del distretto del Siang Orientale, nello stato federato dell'Arunachal Pradesh. In base al numero di abitanti la città rientra nella classe III (da 20.000 a 49.999 persone).

## Geografia fisica
La città è situata a 28° 4' 0 N e 95° 19' 60 E e ha un'altitudine di 152 m s.l.m..

## Società

### Evoluzione demografica
Al censimento del 2011 la popolazione di Pasighat assommava a 24.656 persone, delle quali 12.482 maschi e 12.174 femmine. I bambini di età inferiore o uguale ai sei anni assommavano a 2.915.